# ずっと。
「ずっと。」は、青山テルマの12作目のシングル。2011年3月2日リリース。

## 収録内容
1. ずっと。
（作詞・作曲：青山テルマ）
2. LOLLIPOP 
（作詞：青山テルマ / 作曲：Erik Lidbom）
3. ずっと。(Instrumental)
（作詞：HUM / 作曲：Erik Lidbom）
4. LOLLIPOP (Instrumental)